# Гаїпов Рузмет Гаїпович
Рузмет Гаїпович Гаїпов (5 березня 1922, місто Хіва, тепер Узбекистан — покінчив життя самогубством 25 березня 1985, місто Карші, тепер Узбекистан) — радянський узбецький діяч, перший секретар Кашкадар'їнського обкому КП Узбекистану. Депутат Верховної ради СРСР 8—10-го скликань. Герой Соціалістичної Праці (6.03.1980—8.12.1987)

## Життєпис
Народився в родині кустаря. У 1938 році розпочав трудову діяльність спостерігачем Хорезмської обласної дослідної бавовнолюцернової станції в місті Ургенчі.
У 1939 році закінчив середню школу імені Горького в місті Ургенчі Хорезмської області. З 1939 по 1942 рік навчався в Хорезмському сільськогосподарському технікумі.
У 1942 році працював дільничним агрономом 1-ї Янгіарицької машинно-тракторної станції Узбецької РСР.
У 1942 році був призваний до Червоної армії. Учасник німецько-радянської війни. Воював в артилерії, був тричі поранений. До осені 1944 року — командир гармати 283-го гвардійського легкоартилерійського полку 16-го танкового корпусу. Потім брав участь у радянсько-японській війні, яку закінчив у Маньчжурії помічником командира взводу 1-ї армійської трофейної роти 5-ї армії. У 1946 році демобілізований, повернувся до Узбецької РСР.
У 1946—1950 роках — дільничний агроном, старший агроном 1-ї Ургенчської машинно-тракторної станції Хорезмської області.
Член ВКП(б) з січня 1949 року.
У 1950—1951 роках — головний агроном, завідувач Ургенчського районного відділу бавовництва Хорезмської області.
У 1951—1957 роках — директор 1-ї Ургенчської машинно-тракторної станції Хорезмської області.
У 1957—1963 роках — 1-й секретар Ургенчського районного комітету КП Узбекистану Хорезмської області.
У 1963—1964 роках — секретар парткому Гурленського виробничого колгоспного управління Хорезмської області.
У 1964—1968 роках — секретар Самаркандського обласного комітету КП Узбекистану.
У 1965 році закінчив Ташкентський сільськогосподарський інститут, вчений-агроном.
У 1968—1984 роках — 1-й секретар Кашкадар'їнського обласного комітету КП Узбекистану.
Указом Президії Верховної Ради СРСР від 6 березня 1980 року за видатні успіхи, досягнуті у Всесоюзному соціалістичному змаганні, виявлену трудову доблесть у виконанні планів та соціалістичних зобов'язань щодо збільшення виробництва та продажу державі зерна, бавовни та інших продуктів землеробства у 1979 році Гаїпову Рузмету Гаїповичу присвоєно звання Героя Соціалістичної Праці з врученням ордена Леніна та золотої медалі «Серп і Молот». Досвід своєї роботи на високій партійній посаді Рузмет Гаїпов узагальнив у книзі «Підвищуючи рівень партійного керівництва», що вийшла в Ташкенті 1981 року.
З лютого 1984 року — на пенсії в місті Карші.
Вважалося, що за час правління цей «кашкадар'їнський Ленін», як любили величати його підлабузники з найближчого оточення, накопичив величезний статок, який оцінювався в кілька десятків мільйонів рублів. У 1985 році перебував під слідством у межах т. зв. «Узбецької справи», розслідування якої очолював слідчий Тельман Гдлян.
25 березня 1985 року представники слідчої групи Прокуратури СРСР прийшли до будинку Гаїпова з метою його арешту. При затриманні, за офіційною версією, Гаїпов наклав на себе руки: «завдав собі кілька (17) ножових поранень, від яких через кілька годин помер». Сам момент самогубства ніхто не бачив, його знайшли в своєму кабінеті з ножем у руках ще живим. За неофіційною інформацією, піти з життя йому допомогли колишні друзі та соратники.
У зв'язку зі смертю підозрюваного 26 червня 1985 року справу проти Гаїпова було припинено. На той час так звані «охоронці цінностей» передали слідчим органам цінностей і грошей, що належали Гаїпову, на суму понад мільйон рублів. Через півроку, у жовтні 1985 року, у зв'язку з виявленими фактами хабарництва, розкрадань та інших злочинів, було заарештовано його синів Арслана Рузметова — начальника Ташкентського аеропорту та Адилбека Гаїпова — заступника директора Каршинського міськпромторгу. У 1989 році сини Гаїпова були реабілітовані.
Указом Президії Верховної ради СРСР від 8 грудня 1987 року за поданням Президії Верховної ради Узбецької СРСР за приписки бавовни-сирцю та хабарництво Гаїпов Рузмет Гаїпович позбавлений звання Героя Соціалістичної Праці та всіх нагород.

## Нагороди
- Герой Соціалістичної Праці (6.03.1980—8.12.1987)
- чотири ордени Леніна (11.01.1957, 5.07.1973, 25.12.1976, 6.03.1980)
- орден Жовтневої Революції (27.08.1971)
- два ордени Трудового Червоного Прапора (1.03.1965, 10.12.1973)
- орден Червоної Зірки (27.04.1946)
- орден Слави ІІІ ст. (30.10.1944)
- медаль «За відвагу» (24.07.1945)
- медалі